# Arado Ar 69
Die Arado Ar 69 war ein zweisitziges deutsches Anfängerschul- und Sportflugzeug mit offenen Cockpits der Arado Flugzeugwerke. Entwickelt wurde das Flugzeug 1933 auf Basis der Arado Ar 66. Das Flugzeug war ein zweisitziger Doppeldecker in Gemischtbauweise. Die gepfeilten Tragflächen bestanden aus Holz und der Rumpf aus einem Stahlrohrgerüst; beide waren mit Stoff bespannt.

## Entwicklung
Die Ar 69 wurde von Walter Blume aufgrund einer Anfrage der Deutschen Verkehrsfliegerschule nach einem voll kunstflugtauglichen, zweisitzigen Schuldoppeldecker als Parallelentwicklung zur Fw 44 Stieglitz und He 72 Kadett entworfen. Ein Merkmal war das vor das Höhenleitwerk gesetzte Seitenleitwerk, das Blume erstmals bei der Ar 76 angewandt hatte. Der Prototyp Ar 69 V1 wurde am 2. Januar 1934 erstmals geflogen und anschließend der E-Stelle Rechlin übergeben, die am 17. März mit weiteren Tests begann. Es wurde nur eine kleine Serie von sechs Flugzeugen aufgelegt, deren Bau bis zum 30. April 1936 abgeschlossen war.

## Baureihen
- Ar 69 A: Kleinserie mit einem luftgekühlten Vierzylinder-Reihenmotor Argus As 8 B mit 135 PS (99 kW).
- Ar 69 B: Geänderte Serienausführung mit einem Sternmotor BMW-Bramo Sh 14 A mit 150 PS (110 kW).
- Ar 96 D: geplante einsitzige Kunstflugversion mit Sh 14, nicht gebaut

Es wurden jeweils drei Stück gefertigt. Eine Serienfertigung unterblieb.

## Technische Daten
| Kenngröße             | Daten (Arado Ar 69 A)                      | Daten (Arado Ar 69 B)                            |
| --------------------- | ------------------------------------------ | ------------------------------------------------ |
| Besatzung             | 1 + 1                                      | 1 + 1                                            |
| Länge                 | 7,22 m                                     | 7,22 m                                           |
| Spannweite            | 9,00 m                                     | 9,00 m                                           |
| Höhe                  | 3,02 m                                     | 3,02 m                                           |
| Flügelfläche          | 20,75 m²                                   | 20,75 m²                                         |
| Rüstmasse             | 510 kg                                     | 505 kg                                           |
| max. Startmasse       | 780 kg                                     | 805 kg                                           |
| Höchstgeschwindigkeit | 180 km/h in Bodennähe                      | 184 km/h in Bodennähe                            |
| Marschgeschwindigkeit |                                            | 150 km/h in Bodennähe                            |
| Landegeschwindigkeit  | 70 km/h                                    | 72 km/h                                          |
| Steigzeit             |                                            | 3:24 min auf 1000 m Höhe                         |
| Dienstgipfelhöhe      | 5400 m                                     | 5600 m                                           |
| Reichweite            | 560 km                                     | 560 km                                           |
| Triebwerk             | Argus As 8 B, Startleistung 135 PS (99 kW) | BMW-Bramo Sh 14 A, Startleistung 150 PS (110 kW) |